# Pont autoroutier du Forth
Ne doit pas être confondu avec le pont ferroviaire du Forth
Le pont autoroutier du Forth (Forth Road Bridge en anglais) est un pont suspendu enjambant le fleuve Forth à quelques kilomètres de la ville d'Édimbourg en Écosse. Ouvert à la circulation en 1964, il mesure 2 512 mètres de long et voit passer près de 70 000 véhicules par jour.
Depuis le 5 septembre 2017, le trafic autoroutier a été basculé sur le nouveau pont du Forth (Queensferry Crossing) qui permet une vitesse autoroutière de 113 km/h. Depuis février 2018, l'ancien pont autoroutier est entièrement réservé aux transports publics (bus, taxi) et doux (vélos, piétons, motocycles en dessous de 125 cm3). 